# Papua (província indonésia)
Papua é uma província da Indonésia na porção ocidental da Nova Guiné. Sua capital é a cidade de Jaiapura. Foi colónia neerlandesa até 1963, quando passou a ser administrada pela Indonésia. Em 1969 foi formalmente incorporada como província de Irian Barat. Entre 1973 e 2000 designou-se Irian Jaya. Existe no território um movimento secessionista chamado Movimento Papua Livre (Organisasi Papua Merdeka).
Em 2022, a província perdeu parte do território para criar as províncias de Papua Meridional, Papua Central e Alta Papua.